# Оливери
Оливери (итал. Oliveri) је насеље у Италији у округу Месина, региону Сицилија.
Према процени из 2011. у насељу је живело 2157 становника. Насеље се налази на надморској висини од 8 м.

## Становништво
Према резултатима пописа становништва 2011. у општини је живело 2.157 становника.
| 1931. | 1936. | 1951. | 1961. | 1971. | 1981. | 1991. | 2001. | 2011. |
| ----- | ----- | ----- | ----- | ----- | ----- | ----- | ----- | ----- |
| 1.550 | 1.704 | 1.937 | 1.803 | 1.626 | 1.793 | 2.083 | 2.099 | 2.157 |